# Flugzeugträgerkampfgruppe

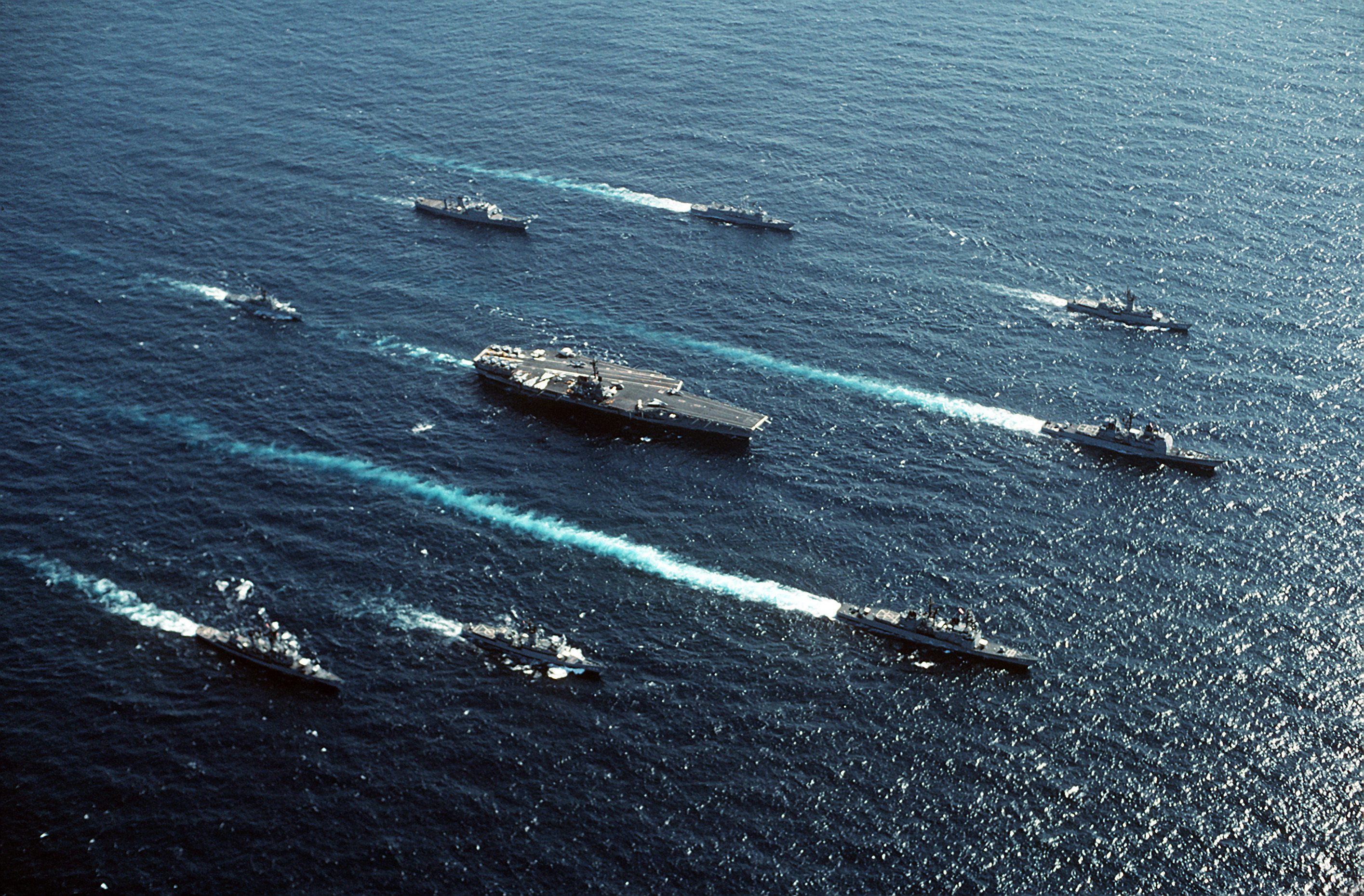
USS Forrestal mit einem Teil ihrer Trägerkampfgruppe, 1989

Unter einer Flugzeugträgerkampfgruppe (englisch Carrier Strike Group) versteht man einen multifunktionellen Marineverband, der sich aus einem Flugzeugträger und dessen Begleitschiffen zusammensetzt.

## Einsatzzweck und Notwendigkeit

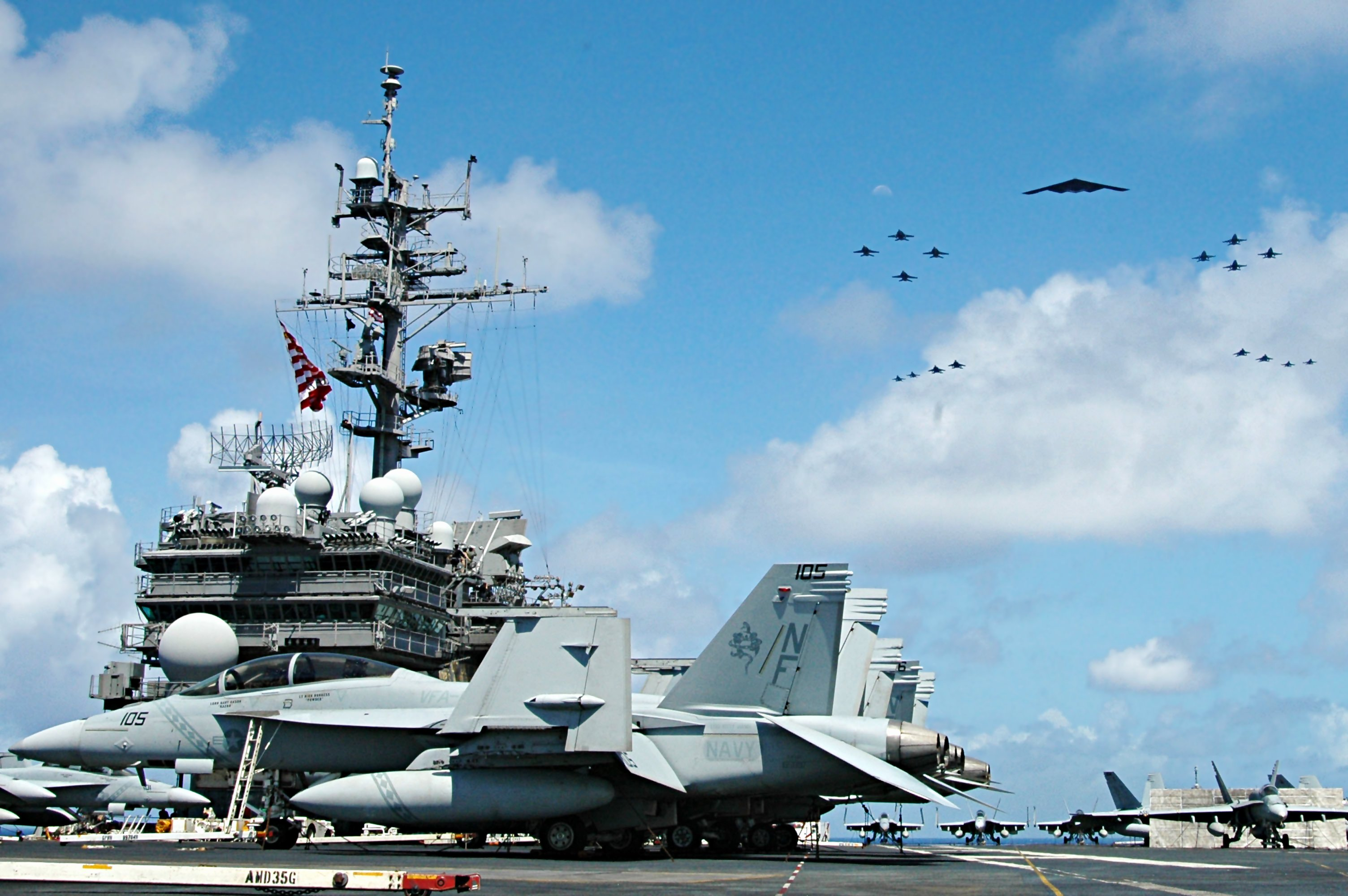
Flugzeuge an Bord der Kitty Hawk

Trägerkampfgruppen besitzen ein breites Einsatzspektrum. Dazu zählen die Sicherung der zivilen oder militärischen Schifffahrt vor feindlichen Angriffen zu Wasser oder aus der Luft sowie die Durchführung oder Sicherung amphibischer oder anderer Militäroperationen. Die Machtdemonstration in Form der Stationierung einer solchen Kampfgruppe vor einer feindlichen Küste dient in der betreffenden Region als Druckmittel. Des Weiteren dienen sie auch als Operationsbasis zur Überwachung von Flugverbotszonen, Kriegsführung mit Kampfflugzeugen und Marschflugkörpern sowie der Embargoüberwachung und Aufklärung. Als Beispiel dafür wäre die Stationierung von Flugzeugträgergruppen im Persischen Golf im Rahmen des Zweiten und Dritten Golfkriegs, zur Überwachung von Seegebiet, Embargo und Flugverbotszone sowie der Angriffe auf den Irak zu nennen.
Der Zusammenschluss mehrerer Schiffstypen zu einer Kampfgruppe entwickelte sich aus der Notwendigkeit, die durch ihre Flugzeuge zwar strategisch ungemein bedeutenden, aber im Wesentlichen unbewaffneten Flugzeugträger auf hoher See vor gegnerischen Angriffen oder Abdrängversuchen zu schützen. Für Kampfflugzeuge und U-Boote sind sie wegen ihrer Größe zudem ein einfaches Ziel. Daher werden Flugzeugträger immer in einer Kampfgruppe, die zum Schutz und gleichzeitig zur Versorgung dient, eingesetzt. Dieses Prinzip findet sich bei einem Großteil der Marinen, die Träger in Benutzung hatten oder haben.

## Flugzeugträgerkampfgruppen verschiedener Länder
Neben den USA verfügen die Marinen Russlands, Frankreichs, Chinas, Indiens, Spaniens, Italiens, Brasiliens und des Vereinigten Königreichs ebenfalls über eigene Flugzeugträgerkampfgruppen, welche ähnlich wie die amerikanischen Flugzeugträger durch einen Verband von Schiffen begleitet werden. Während die übrigen Marinen jeweils eine Trägerkampfgruppe haben, führt die Marine Indiens traditionell zwei Kampfgruppen. Diese sind im westlichen und östlichen Indischen Ozean stationiert und haben in der Vergangenheit wie im Bangladesch-Krieg an Blockaden Pakistans teilgenommen. Italien hingegen hat neben der Flugzeugträgerkampfgruppe auch eine amphibische Gruppe.

### Carrier Strike Group der US Navy
Eine Carrier Strike Group (CSG) bezeichnet eine Kampfgruppe um einen Flugzeugträger der United States Navy.

#### Zusammensetzung
Die CSG der US-amerikanischen Marine bestehen üblicherweise aus folgenden Schiffstypen:
- einem Flugzeugträger der Nimitz-Klasse mit einem Carrier Air Wing,
- zwei Lenkwaffenkreuzern der Ticonderoga-Klasse, die, ausgerüstet mit Tomahawk-Marschflugkörpern, für Langstrecken- und sonstige Angriffe verwendet werden,
- zwei bis drei Lenkwaffenzerstörern der Arleigh-Burke-Klasse, die hauptsächlich für die Luft- und U-Bootabwehr zuständig sind,
- zwei Jagd-U-Booten der Los-Angeles-, Seawolf- oder Virginia-Klasse zur Bekämpfung feindlicher U-Boote und Überwasserschiffe, und
- einem logistischen Trossschiff zur Versorgung der gesamten Gruppe mit Munition, Lebensmitteln und Treibstoff.

#### Zuordnung der CSG zu den Flugzeugträgern
Im Mai 2024 galten folgende Zuordnungen:
Atlantikflotte:
- CSG 2 – CVN-69 Dwight D. Eisenhower
- CSG 5 – CVN-73 George Washington
- CSG 8 – CVN-75 Harry S. Truman
- CSG 10 – CVN-77 George H. W. Bush
- CSG 12 – CVN-78 Gerald R. Ford

Pazifikflotte:
- CSG 1 – CVN-70 Carl Vinson
- CSG 3 – CVN-72 Abraham Lincoln
- CSG 5 – CVN-76 Ronald Reagan
- CSG 9 – CVN-71 Theodore Roosevelt
- CSG 11 – CVN-68 Nimitz

#### Amphibious Ready Group der US Navy

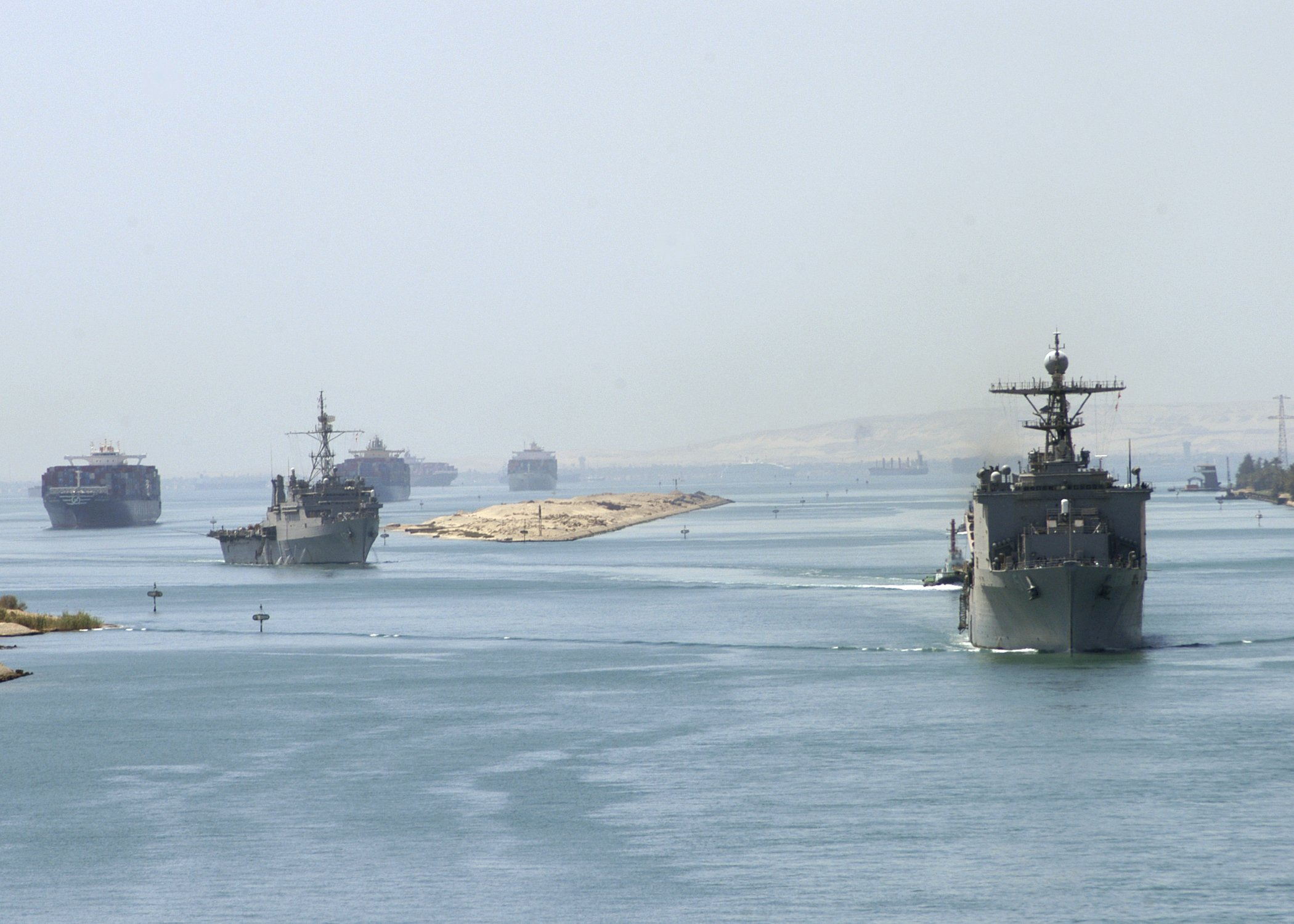
Eine Expeditionary Strike Group

Die Amphibious Ready Group oder ARG ist eine Kampfgruppe der US Navy, die amphibische Landungen durchführen kann. Ihr gehören ein amphibisches Angriffsschiff der Wasp- oder America-Klasse und ein Docklandungsschiff entweder der Whidbey-Island- oder der Harpers-Ferry-Klasse und ein Amphibious Transport Dock der Austin- oder San-Antonio-Klasse. Diese transportieren etwa eine Marine Expeditionary Unit samt Material.
Zwischen 2003 und 2009 verlegten auch amphibische Gruppen als integrierter Verband mit mehreren Eskorten als Expeditionary Strike Group.

### Russland
Russland verfügt mit der Admiral Kusnezow über einen Flugzeugträger mit konventionellen Kampfflugzeugen.
Die Geleitgruppe der Admiral Kusnezow besteht in der Regel aus:
- einem Raketenkreuzer der Slawa-Klasse
- zwei Raketenzerstörern der Sowremenny-Klasse
- zwei U-Boot-Abwehr-Schiffen der Udaloy-Klasse
- zwei atomar-betriebenen Jagd-U-Booten der Akula-Klasse
- einem atomar-betriebenen Raketen-U-Kreuzer der Oscar-II-Klasse

Manchmal wird die Admiral Kusnezow vom Lenkwaffenkreuzer Pjotr Weliki begleitet.

### Frankreich
Frankreichs einziger Flugzeugträger Charles de Gaulle ist atomar angetrieben und mit konventionellen Kampfflugzeugen ausgerüstet. In der Landessprache wird die Trägerkampfgruppe als Groupe aéronaval bezeichnet.
Die Geleitgruppe der Charles de Gaulle besteht in der Regel aus:
- 2 U-Boot-Abwehr-Schiffen der Georges-Leygues-Klasse
- 2 Fregatten der Cassard-Klasse oder der Horizon-Klasse zur Flugabwehr
- 1 Tarnkappenschiff der La-Fayette-Klasse abseits des Verbandes zur Patrouille
- 1 atomar-betriebenen Jagd-U-Boot der Rubis-Klasse
- 1 Versorgungsschiff

In den Jahren 2015 und 2016 befand sich die Charles de Gaulle im multinationalen Einsatz Counter Daesh und wurde begleitet von Schiffen befreundeter Nationen, darunter Großbritannien, Belgien und Deutschland. Die Beteiligung französischer Schiffe in der Trägerkampfgruppe fiel somit entsprechend geringer aus.

### Indien
Indien hat seit 1961 Flugzeugträgerkampfgruppen, in der Regel zwei Kampfgruppen im Indischen Ozean. Aufgrund der ständig prekären politischen Lage zwischen Indien und Pakistan ist der westliche Verband meist der militärisch schlagkräftigere. Er untersteht dem Western Naval Command mit Sitz in Mumbai. Der östliche Verband ist dem Eastern Naval Command mit Sitz in Visakhapatnam unterstellt. Seit 2013 wird die Vikramaditya, welche konventionelle Flugzeuge verwendet, in der „Westlichen Flotte“ eingesetzt. Die Viraat, welche STOVL-Flugzeuge einsetzt, ist das Flaggschiff der „Östlichen Flotte“. Sie wurde 2018 außer Dienst gestellt und 2022 durch die Vikrant ersetzt. Indien plant seinen dritten Flugzeugträger, die INS Vishal, mit deren Fertigstellung ab 2032 gerechnet wird.
Die Begleitschiffe der der Vikramaditya-Kampfgruppe sollen aus einer Mischung aus mit Tarnkappentechnik ausgestatteten Fregatten der Shivalik-Klasse, Fregatten der Talwar-Klasse, sowie dem atomgetriebenen Jagd-U-Boot Chakra bestehen.
Die Begleitschiffe der INS Viraat besteht in der Regel aus:
- 2 Zerstörer der Delhi-Klasse
- 2 Fregatten der Talwar-Klasse
- 1 Versorgungsschiff

### China
China verfügt über zwei Flugzeugträger mit konventionellen Kampfflugzeugen. Die Geleitgruppe der Liaoning z. B. besteht in der Regel aus:
- 4 Typ 052C-Zerstörern,
- 2 Typ 054A-Fregatten und
- 1-2 atomar betriebenen U-Booten des Typ 091 oder des Typ 093.

### Italien
2009 stellte die italienische Marine mit der Cavour einen Flugzeugträger in Dienst, der STOVL-Flugzeuge einsetzen kann. Ihre Kampfgruppe soll sich aus Fregatten der FREMM- und der Horizon-Klasse sowie AIP-U-Boote der U-Boot-Klasse 212 A zusammensetzen.
Der Flugzeugträger Giuseppe Garibaldi kann zwar STOVL-Flugzeuge einsetzen, wird seit 2012 aber nur als Hubschrauberträger im Rahmen einer amphibischen Kampfgruppe verwendet. Diese Kampfgruppe setzt sich in der Regel aus folgenden Schiffen zusammen:
- 2 Zerstörer der De-la-Penne-Klasse
- 2-3 Landungsschiffe der San-Giorgio-Klasse
- Marineinfanterie der Brigade Brigata marina “San Marco”
- 1 Versorgungsschiff der Etna-Klasse

### Spanien
Spaniens Flaggschiff Juan Carlos I kann auch als Flugzeugträger eingesetzt werden. Dann wird sie von mit dem Aegis-Kampfsystem ausgestatteten Fregatten der Álvaro-de-Bazán- und der Santa-Maria-Klasse begleitet. Den Unterwasserschutz sollen die neuen AIP-U-Boote der Isaac-Peral-Klasse übernehmen.

### Brasilien
Brasilien verfügte von 1960 bis 2001 über die Minas Gerais, von 2001 bis 2018 über die São Paulo und seit 2018 über die Atlantico.

### Vereinigtes Königreich
Das Vereinigte Königreich unterhält eine Flugzeugträgerkampfgruppe. Es soll stets eine Gruppe um einen der Träger der Queen-Elizabeth-Klasse einsatzbereit sein. Zuerst war die neue Einsatzgruppe im Rahmen der Exercise Joint Warrior 2020 formiert.

## Geschichte
Die ersten Einsätze von Flugzeugträgern fanden im Zweiten Weltkrieg statt, damit wurden auch die ersten Flugzeugträgerkampfgruppen von Japan, Großbritannien und den USA gebildet.
Der britische Angriff auf den italienischen Hafen Tarent am 11. November 1940 war ein früher folgenschwere Einsatz eines Flugzeugträgers.
Die ersten Trägerschlachten fanden im Pazifikkrieg zwischen der japanischen und amerikanischen Flotte ab 1942 statt.